# Zjerm
Zjerm – singel albańskiego duetu muzycznego Shkodra Elektronike, wydany 10 grudnia 2024 roku. Kompozycja reprezentowała Albanię w 69. Konkursie Piosenki Eurowizji (2025).

## Tło i kompozycja
Utwór został napisany przez Beatriçe Gjergji i Lekë Gjeloshi a skomponowany przez Beatriçe Gjergji. Producentem utworu był Kolë Laca. Gjergji określiła piosenkę jako „poznawanie ludzkiego współczucia”, a także mianem „albańskiej piosenki z nowoczesnym brzmieniem”. Tytuł piosenki jest śpiewany w dialekcie gegijskim języka albańskiego.

## Konkurs Piosenki Eurowizji
30 września 2024 albański nadawca Radio Televizioni Shqiptar (RTSH) potwierdził udział w 69. Konkursie Piosenki Eurowizji oraz otworzył proces zgłoszeń do kolejnej edycji Festivali i Këngës 63. 7 października 2024 utwór został ogłoszony jako kandydatura do udziału w festiwalu. 19 grudnia 2024 kompozycja wzięła udział w pierwszym półfinale, pomyślnie awansując do finału. 22 grudnia utwór zwyciężył finał festiwalu, otrzymując tym samym prawo do reprezentowania Albanii w Konkursie Piosenki Eurowizji 2025 w Bazylei.

## Notowania
| Kraj       | Lista (2025)                              | Najwyższa pozycja |
| ---------- | ----------------------------------------- | ----------------- |
| Grecja     | IFPI Greece International                 | 8                 |
| Litwa      | Singlų Top 100                            | 29                |
| Szwajcaria | Singles Top 100                           | 78                |
| Szwecja    | Veckolista Heatseeker (Sverigetopplistan) | 13                |